# André Ristum
André Ristum (Londres, 7 de desembre 1971) és un director i escriptor brasiler. Ristum és llicenciat en direcció de cinema per la Universitat de Nova York.

## Carrera
Va començar la seva carrera treballant com a ajudant de producció a Milà, a Itàlia. va ser ajudant de direcció en produccions internacionals, com ara Bellesa robada de Bernardo Bertolucci i Daylight de Rob Cohen. El 2011 va escriure i dirigir el seu primer llargmetratge, Meu País. La pel·lícula va ser protagonitzada per Rodrigo Santoro juntament amb 
Cauã Reymond i Débora Falabella. A més, el llargmetratge va guanyar els premis a la millor edició, millor banda sonora, millor direcció i millor actor al Festival de Brasília de Cinema Brasiler.

## Televisió
- Histórias de Verão - Rede Record 2014[2] - Director
- Nascemos para Cantar - Rede Record (2010) - Director[3][4][5]

## Cinema
- Colônia (2021) Sèrie de televisió[6]
- A Voz do Silêncio (2018) director i guionista
- O Outro Lado do Paraíso (2014) director i guionista
- Meu País (2011) - Director i guionista[7][8]
- Nello's (2009) - Diretor[9]
- O Mundo em Duas Voltas (2007) - Coordinador de postproducció
- 14 Bis (2006) - Director[10][11]
- De Glauber para Jirges (2005) - Director i guionista[12][13]
- Crianças Invisíveis (2005) - Coordinador de postproducció
- Nina (2004) - Coordinador de postproducció
- Tempo de Resistência (2003) - Director[14][15]
- Em trânsito (2002) - Director[16]
- Homem voa? (2001) - Director i guionista[17]
- Pobres por um dia (1998) - Director i guionista[18]
- Daylight (1996) - Assistent de direcció
- Bellesa robada (1996) - Assistent de direcció

## Premis i notificacions
- Festival de Brasília de Cinema Brasiler - (2011)
- Troféu Candango: Millor director per Meu País
- XXII Mostra de Cinema Llatinoamericà de Catalunya: premi del públic i premi Radio Exterior de España.[19]